# Военная разведка Российской империи
Военная разведка Российской империи — разведывательные органы вооружённых сил Российской империи.

## История
По инициативе военного министра Барклая-де-Толли в 1810 году была создана Экспедиция секретных дел при военном министерстве, которая в 1812 году была переименована в Особенную канцелярию при военном министре. 
В 1815 году она была упразднена, а разведывательные функции были переданы в первое отделение Управления генерал-квартирмейстера Главного штаба. Оно получало сведения, в основном от Министерства иностранных дел, хотя иногда к дипломатическим миссиям прикомандировывались с разведывательными целями и офицеры. 
В 1836 году, когда в составе военного министерства был образован Департамент генерального штаба, из трех отделений, то разведывательные функции были возложены на Второе (военно-ученое) отделение, которое занималось обработкой информации поступающей от дипломатов. 
В 1863 году разведывательные функции были возложены на 2-е (азиатское) и 3-е (военно-ученое) отделения Главного управления Генерального штаба. В военно-ученом отделении предусматривалось 14 сотрудников, а в азиатском — 8.
В 1865 году 3-е отделение переименовали в 7-е военно-ученое отделение Главного штаба, а 2-е (азиатское отделение) получило название «Азиатская часть».
В 1867 году 7-е военно-ученое отделение Главного штаба перешло в состав Совещательного комитета, который был образован для руководства научной и топографической деятельностью, в том же году его преобразовали в Военно-ученый комитет Главного штаба, в нем на базе 7-го отделения создали канцелярию. Азиатская часть в 1869 году была переименована в Азиатское делопроизводство. 
В 1900 году в составе Главного штаба была создана генерал-квартирмейстерская часть, в состав которой включили оперативное и статистическое отделения. При этом на статистическое отделение были возложены разведывательные функции Азиатского делопроизводства.
В 1903 году вместо канцелярии Военно-ученого комитета ведение разведки возлагалось на 7-е (военная статистика иностранных государств) отделение 1-го (Военно-статистического) отдела Управления 2-го генерал-квартирмейстера Главного штаба. 7-е отделение состояло из начальника, 8 столоначальников и такого же числа их помощников.
На местах разведкой занимались Отчетные отделения штабов военных округов. Непосредственно сбором сведений об иностранных армиях занимались официальные военные агенты (военные атташе) и негласные военные агенты при консульствах, миссиях и посольствах, а также офицеры, командировавшиеся за границу под тем или иным предлогом.
В 1906 году разведывательные функции были возложены на 5-е (разведывательное) делопроизводство части 1-го обер-квартирмейстера Управления генерал-квартирмейстера Главного управления Генерального штаба. При этом анализом полученной информации стали заниматься части 2-го и 3-го обер-квартирмейстеров: у 2-го — 2-е, 3-е, 4-е, 5-е и 6-е делопроизводства, а у 3-го — 1-е, 2-е и 4-е делопроизводства. Их сотрудниками стали сотрудники бывшего 7-го отделения. 
В 1910 году 5-е делопроизводство преобразовали в Особое делопроизводство (разведки и контрразведки) в составе Отдела генерал-квартирмейстера. Его штат составлял 5 человек. Части 1-го обер-квартирмейстера занимались анализом информации о европейских странах: 4-е делопроизводство занималось Германией, 5-е — Австро-Венгрией, 6-е — балканскими государствами, 7-е — скандинавскими странами, 8-е — прочими странами Западной Европы. Делопроизводство части 2-го обер-квартирмейстера занималось азиатскими странами: 1-е делопроизводство — туркестанским направлением, 2-е — турецко-персидским, 4-е — дальневосточным. В 1910 году помощником 1-го обер-квартирмейстера ГУГШ был назначен полковник Н. А. Монкевиц, его задачей стало руководство Особым делопроизводством и военно-статистическими производствами части 1-го обер-квартирмейстера. Он руководил военной разведкой до 1914 года.
Во время Первой мировой войны агентурной разведкой занимались совершенно самостоятельно и независимо друг от друга Ставка Верховного главнокомандующего, Генеральный штаб, штабы всех фронтов, штабы некоторых армий и военных округов.